# Fernando Roscio de Ávila
Fernando Roscio de Ávila (Rio de Janeiro, 8 febbraio 1955) è un ex pallavolista brasiliano.
Giocava nel ruolo di schiacciatore.

## Palmarès

### Nazionale (competizioni minori)
- Giochi panamericani 1975
- Giochi panamericani 1983